# Tiana (Olaszország)
Tiana település Olaszországban, Szardínia régióban, Nuoro megyében. Lakosainak száma 435 fő (2023. január 1.). Tiana Austis, Desulo, Ovodda, Sorgono, Teti és Tonara községekkel határos.

## Népesség
A település lakossága az elmúlt években az alábbi módon változott:
| Lakosok száma | 498  | 487  | 435  |
|               | 2017 | 2018 | 2023 |